# 小林正巳
小林 正巳（こばやし まさみ、1929年4月15日 - ）は、日本の政治家。元衆議院議員（2期）。自由民主党時代は田中派に所属していたが、新自由クラブの結党に参加した。父・小林絹治は自由党、自由民主党所属で衆議院議員を3期務めており、2世議員であった。

## 経歴
兵庫県生まれ。1951年、慶應義塾大学経済学部卒業後、毎日新聞社入社。政治部副部長を経て、1972年の第33回衆議院議員総選挙兵庫3区から自由民主党から出馬し、初当選。
1976年、河野洋平、田川誠一、西岡武夫、山口敏夫、有田一寿と自民党を離党、新自由クラブを結成し政策委員長に就任。
1979年7月、新自由クラブ訪朝団長として、北朝鮮を訪問。近畿大学法学部非常勤講師。同年10月の第35回衆議院議員総選挙で落選。
1980年の第36回衆議院議員総選挙で返り咲きを狙うも落選。
1983年の第37回衆議院議員総選挙には、自民党河本派の支援を受け、無所属で出馬したが、落選。その後、政界を引退した。